# 구룡포초등학교 구남분교
구룡포초등학교 구남분교는 대한민국 경상북도 포항시 남구 구룡포읍에 있었던 초등학교 분교이다.

## 연혁
- 1946.09.01 구룡포공립국민학교 장길리분교장
- 1949.09.20 장구국민학교로 승격
- 1949.12.01 구룡포남부국민학교로 명칭 변경
- 1996.03.01 구룡포초등학교 구남분교
- 2014.03.01 폐교